# Батюшков, Фёдор Дмитриевич
Фёдор Дмитриевич Батюшков (1857—1920) — русский филолог и педагог. Внучатый племянник поэта К. Н. Батюшкова, сын российского государственного деятеля Д. Н. Батюшкова.

## Биография
Происходил из старинного дворянского рода. Родился 26 августа (7 сентября) 1857 года в селе Косьма Весьегонского уезда Тверской губернии. Учился в 1-й Казанской гимназии; с 1875 года — в Санкт-Петербургском университете: поступил на физико-математический факультет, но через год перешёл на историко-филологический, где учился под руководством академика А. Н. Веселовского.
Окончив университет в 1880 году, после представления кандидатского сочинения и отбытия воинской повинности, с 1881 года был оставлен на кафедре истории всеобщей литературы для подготовки к профессорскому званию. Дважды посылался за границу для научных занятий. После первой годовой поездки в 1882 году в Германию сдал магистерский экзамен и с 1885 года состоял приват-доцентом Петербургского университета — до 1898 года. Читал лекции по провансальским языку и литературе, по готскому и старонемецкому языкам и по истории французской, итальянской и древнеиспанской литератур. В 1888 году вторично направлен на полтора года в командировку за границу; большую часть времени пробыл в Париже, посетил также Италию, Испанию и Англию.
Преподавал также историю литературы на Высших женских курсах (1886—1887, 1890—1894, 1897—1903). В 1895—1899 годах он также был лектором французского языка на историко-филологическом факультете университета.
В «Журнале Министерства народного просвещения» Ф. Д. Батюшков напечатал магистерскую диссертацию «Сказания о споре души с телом в средневековой литературе» (1890, № 9 и следующие) и ряд других статей. Кроме статей по романо-германской филологии и истории западноевропейских литератур, Батюшков написал много статей о театре; по поручению Академии наук он многократно писал отзывы о сочинениях, представлявшихся на соискание Пушкинских премий; был автором ряда статей в Энциклопедическом словаре Брокгауза и Ефрона.
Стал одним из учредителей Философского общества при Санкт-Петербургском университете.
В 1897—1898 годах занимал пост редактора русского отдела журнала «Cosmopolis». В эти годы состоял в рабочей переписке с Антоном Павловичем Чеховым.
С 13 ноября 1906 года — действительный член Общества любителей Российской словесности при Московском университете.
Под его редакцией в 1912—1914 годах была выпущена «История западной литературы» в 3-х томах. С 1910 года он состоял членом литературно-театрального комитета при Петербургских императорских театрах. Ф. Д. Батюшков был редактором журнала «Мир Божий» (1902—1906).
В предреволюционные годы Батюшков занимал пост председателя Театрально-литературного комитета Александринского театра. После Февральской революции, в апреле 1917 года Временное правительство назначило Ф. Д. Батюшкова главным уполномоченным по петербургским государственным театрам.
В 1919―1920 гг. участвовал в работе издательства «Всемирная литература», где под его редакцией и с его вступительной статьёй и комментариями вышел ряд книг (сочинения Вольтера, О. де Бальзака, А. Р. Лесажа).
Умер в Петрограде 18 марта 1920 года и был похоронен на Никольском кладбище Александро-Невской лавры (фото могилы).